# Vulcain (Raketentriebwerk)

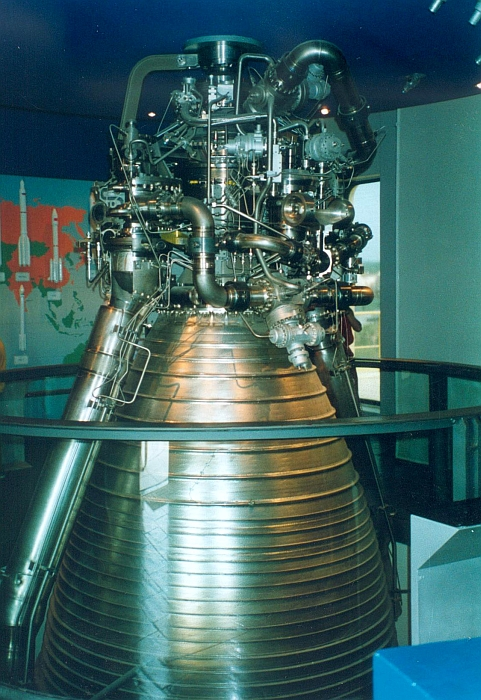
Ausstellungsexemplar eines Vulcain-1-Triebwerks

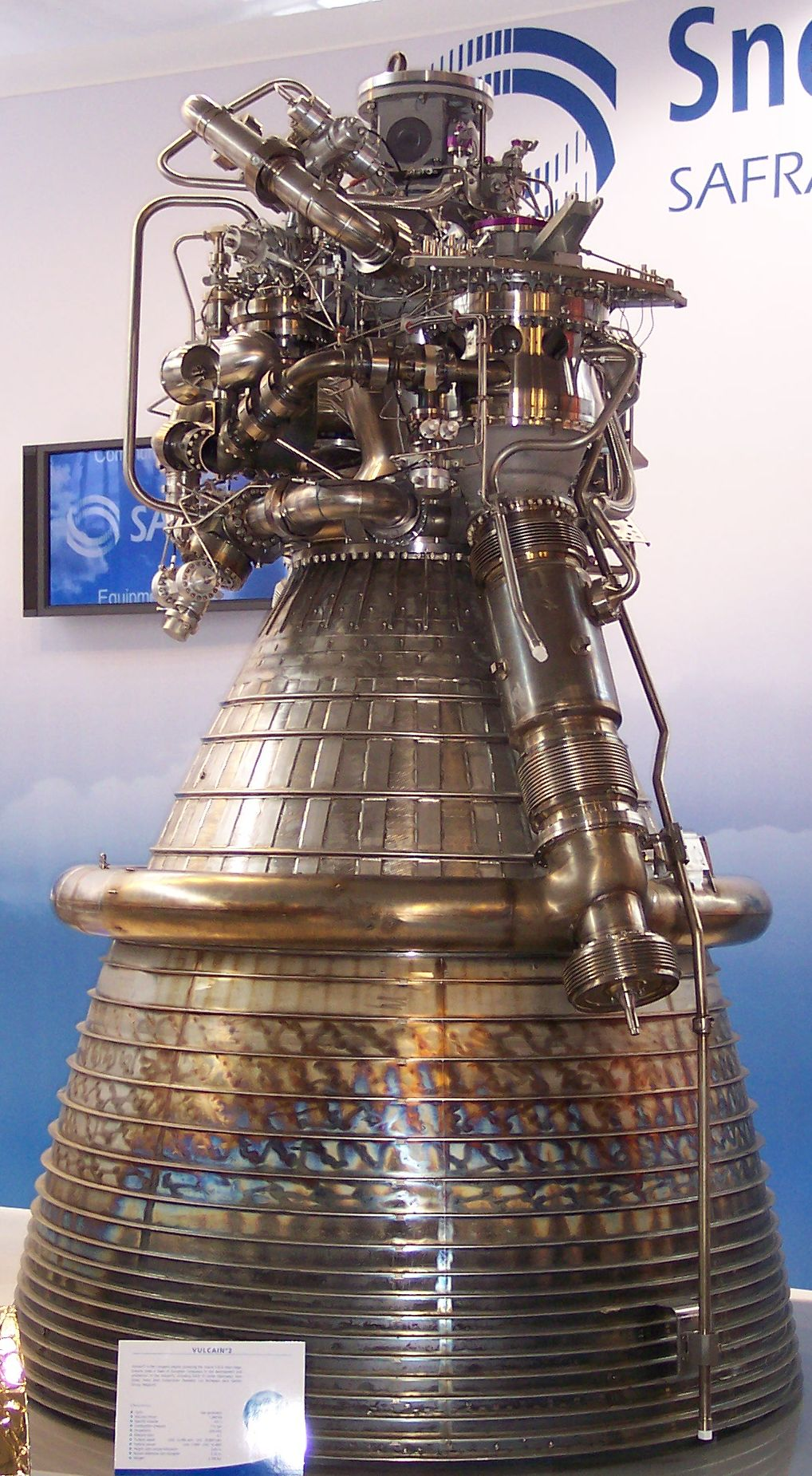
Ausstellungsexemplar eines Vulcain-2-Triebwerks

Vulcain [vyl.kɛ̃] ist eine Baureihe von verschiedenen Raketentriebwerken der ESA, die in der ersten Stufe der Ariane 5 und Ariane 6 eingesetzt werden. Der Name des Triebwerks entspricht der französischen Bezeichnung für den römischen Gott Vulcanus.

## Entwicklung
Bereits 1957 entschied das französische Verteidigungsministerium, ein Kalttemperaturtriebwerk für Raketen zu entwickeln. Der erste Prototyp wurde 1964 in Betrieb genommen. Seither wurden mehrere Generationen des Triebwerks entwickelt.

### Vulcain 1
Auf der ESA-Ministerkonferenz in Den Haag im Jahre 1987 wurde die Entwicklung einer stärkeren Trägerrakete, der Ariane 5, beschlossen. Dafür musste auch ein neues Triebwerk, eben das Vulcain-Triebwerk (ehemals HM-60), gebaut werden. Schon nach einer relativ kurzen Entwicklungszeit durch die Firmen Snecma (früher Société Européenne de Propulsion, SEP, heute ArianeGroup) und EADS Astrium (früher  MBB, heute ebenfalls ArianeGroup) wurde im April 1990 das erste Vulcain-Triebwerk gezündet. Am 4. Juni 1996 kam erstmals ein Vulcain in einer Trägerrakete zum Einsatz. Für die Ariane 5 GS wurde eine leicht modifizierte Version des Triebwerks mit der Bezeichnung Vulcain 1B eingesetzt. Eine Erhöhung des Brennkammerdrucks um 10 bar lieferte dabei 20 kN mehr Schub.

### Vulcain 2
Für die größere Ariane 5 ECA wurde wegen der erhöhten Masse der Oberstufe ein leistungsstärkeres Triebwerk gewünscht, und so wurde bereits Ende der neunziger Jahre der Nachfolger, das Vulcain 2, entwickelt. Beim Erstflug am 11. Dezember 2002 kam es zum strukturellen Versagen der Düse infolge zu hoher thermischer Belastung der Röhrchenstruktur, mit der die Düse gekühlt wird, damit zur Rissbildung in der Schubdüse, Kühlmittelverlust und Durchbrennen der Röhrchenstruktur. Darüber hinaus wurde die Düse durch axiales Beulen unter Vakuumbedingungen beschädigt. Daraufhin musste das Triebwerk nachgebessert werden. Der Erfolg war Vulcain 2 erst beim zweiten Einsatz einer Ariane 5 ECA am 12. Februar 2005 mit Flug V164 (521) beschieden.

### Vulcain 2.1
In der Hauptstufe der Ariane 6 wird eine „Vulcain 2.1“ genannte Weiterentwicklung des Triebwerks verwendet, welches beim Erstflug der Rakete erfolgreich arbeitete.
Am 23. November 2023 absolvierte eine voll betankte Ariane 6 auf dem Startplatz ELA-4 einen Testlauf des Vulcain 2.1. Der Test sollte 470 Sekunden dauern, entsprechend der Brenndauer bei einem künftigen Start, wurde jedoch nach 426 Sekunden abgebrochen. Grund des Abbruchs war nach Angaben der ESA ein Sensordefekt, der Test sei ansonsten erfolgreich verlaufen.

## Technische Daten
Durch die Weiterentwicklung zur Vulcain 2 wurden die Leistungsdaten in fast allen Bereichen gesteigert. Das Ziel war, bei gleichem Gesamttankvolumen der Ariane 5 mehr Treibstoff mitführen zu können. Aufgrund des großen Dichteunterschiedes von flüssigem Sauerstoff zu flüssigem Wasserstoff wurde der Zwischenboden, der die beiden Treibstoffe trennt, zu Gunsten des Sauerstoffvolumens verschoben. Damit ist es möglich, 16 t zusätzlichen Sauerstoff bei Verlust von 1 t Wasserstoff mitzuführen. Um diese zusätzliche Treibstoffmenge fördern zu können, wurde die Leistung der Sauerstoff-Turbopumpe  gesteigert und die Anzahl der Einspritzdüsen erhöht. Durch diese Maßnahme würde der spezifische Impuls leicht sinken. Dies wurde durch Erhöhung des Brennkammerdrucks und Verlängerung der Schubdüse kompensiert. Als weitere leistungssteigernde Maßnahme werden die Abgase des Gasgenerators nach Durchströmen der Turbinen in den unteren Teil der Düse eingeblasen, was Schub und spezifischen Impuls leicht erhöht und zudem die Düse zusätzlich kühlt. Dadurch arbeitet Vulcain 2 nicht mehr nach dem klassischen Nebenstromverfahren, sondern nach dem Nebenstromverfahren mit Abgaswiedereinblasung.
| Version                            | Vulcain 1 (Vulcain 1B)                                               | Vulcain 2                                                            | Vulcain 2.1                                                           |
| ---------------------------------- | -------------------------------------------------------------------- | -------------------------------------------------------------------- | --------------------------------------------------------------------- |
| Höhe                               | 3 m                                                                  | 3,45 m                                                               | 3,60 m                                                                |
| Durchmesser                        | 1,76 m                                                               | 2,10 m                                                               | 2,10 m                                                                |
| Masse                              | 1686 kg                                                              | 2100 kg                                                              | 2100 kg                                                               |
| Treibstoffe                        | Flüssiger Sauerstoff (LOX) und Wasserstoff (LH2) im Verhältnis 5,9:1 | Flüssiger Sauerstoff (LOX) und Wasserstoff (LH2) im Verhältnis 6,1:1 | Flüssiger Sauerstoff (LOX) und Wasserstoff (LH2) im Verhältnis 6,03:1 |
| Drehzahl der Turbopumpen           | 11.000 – 14.800 min−1 (LOX) bzw. 28.500 – 36.000 min−1 (LH2)         | 11.300 – 13.700 min−1 (LOX) bzw. 31.800 – 39.800 min−1 (LH2)         | 2.300 min−1 (LOX) bzw. 36.500 min−1 (LH2)                             |
| Leistung der Turbopumpen           | 2,0 – 4,8 MW (LOX) bzw. 7,4 – 15,5 MW (LH2)                          | 3,7 – 6,6 MW (LOX) bzw. 9,9 – 20,4 MW (LH2)                          | 3,7 – 6,6 MW (LOX) resp. 9,9 – 20,4 MW (LH2)                          |
| Brennkammerdruck                   | 100 bar (110 bar)                                                    | 117,3 bar                                                            | 118,8 bar                                                             |
| Vakuumschub                        | 1120 kN (1140 kN)                                                    | 1359 kN                                                              | 1.371 kN                                                              |
| Bodenschub                         | 815 kN                                                               | 960 kN                                                               | 960 kN                                                                |
| Spezifischer Impuls im Vakuum (SI) | 4228 m/s                                                             | 4207 m/s                                                             |                                                                       |